# Natura &Co
Natura &Co é uma empresa brasileira de cosméticos e perfumes, é uma holding que controla as marcas Natura e Avon.

## História
Em maio de 2019, a Natura anunciou a compra de parte da concorrente norte-americana Avon por aproximadamente US$ 3,7 bilhões (cerca de R$ 15 bilhões) ficando de fora as operações da América do Norte e Japão, criando o quarto maior grupo de beleza do mundo avaliado em US$ 11 bilhões de dólares. A operação foi realizada por meio de trocas de ações entre as duas companhias.
Após a fusão com a Avon, a Natura cria o grupo Natura &Co – quarto maior grupo de beleza do mundo –, formado por Avon, Natura, The Body Shop e Aesop.
Em abril de 2023, a Natura &Co vendeu a australiana Aesop (adquirida em 2016) para o grupo L'Oréal por US$ 2,5 bilhões.
Em novembro do mesmo ano, foi a vez da britânica The Body Shop (adquirida em 2017) ser vendida para o fundo alemão Aurelius por £ 207 milhões.